# Swanetischer Turm

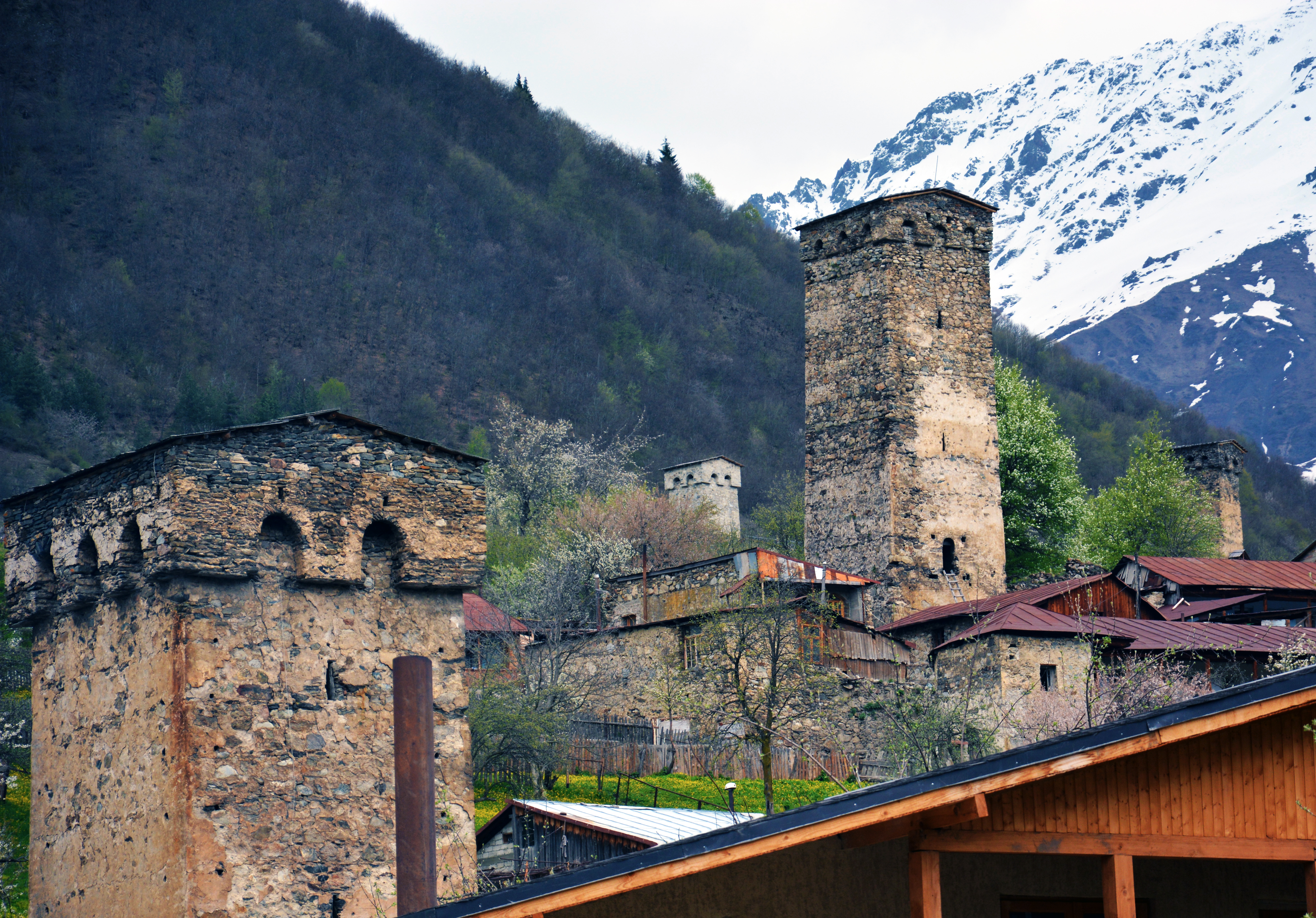
Swanetische Türme in Mestia

Der Swanetische Turm (georgisch სვანური კოშკი) ist eine besondere Form des kaukasischen Wehrturms, der in der georgischen historischen Region Swanetien (heute in Region Mingrelien und Oberswanetien eingegliedert) verbreitet ist. Der älteste davon wird auf das 8. oder 9. Jahrhundert datiert, der neueste wurde im 18. Jahrhundert erbaut. Ein swanetischer Turm ist durchschnittlich 20 bis 25 Meter hoch und hat vier oder fünf, seltener sechs Stockwerke. Das Erdgeschoss, dessen Wände bis 1,5 Meter breit sind, hat meistens keine Türen und Fenster. Der Eingang befindet sich normalerweise auf der Ebene eines oberen Stockwerks. Der obere Teil des Turmes ist schmaler als der untere und auch die Breite der Wände verringert sich bis auf 0,7–0,8 Meter. Die Stockwerke sind durch eine Holzleiter verbunden. Am oberen Teil endet der Turm in einer so genannten Krone mit zweihangigem Dach. Auf jeder Seite hat der Turm Schießscharten. Die swanetischen Türme sind entweder in Wohnhäuser eingebaut oder stehen frei.